# 三重県立熊野古道センター
三重県立熊野古道センター（みえけんりつくまのこどうセンター、英語: Mie Prefecture KUMANO KODO CENTER）は、三重県尾鷲市向井にある熊野古道に関する情報を発信するビジターセンター。熊野古道の三重県内区間である伊勢路とその周辺の自然・歴史・文化を対象とし、これらの保全・活用の拠点として、また世界遺産「紀伊山地の霊場と参詣道」の東の入り口としての役割を担う。

## 概要
熊野古道の中でも難所とされる八鬼山の東約1kmのところにあり、眼下に尾鷲湾と尾鷲市街地を望む。駐車場から続く石畳を模した階段を上った先に熊野古道センターがある。主要な施設は展示棟と交流棟であり、どちらも尾鷲桧を多用した木造建築物である。管理運営は熊野古道の保存などの活動を続けてきた人々で結成された特定非営利活動法人熊野古道自然・歴史・文化ネットワークが指定管理者として行っている。熊野古道センターの職員は7人である。敷地の南東には尾鷲市が設置し、指定管理者の株式会社熊野古道おわせが運営する夢古道おわせがある。
展示棟での熊野古道に関する常設展・企画展のほか、交流棟ではほぼ毎週イベントを開催している。このため、地域住民の憩いの場となっている。

## 開館の経緯
熊野古道伊勢路は伊勢神宮と熊野三山を結ぶ道として庶民に利用されてきたが、鉄道や自動車通行可能な道路の整備に伴って忘れ去られた道となった。こうした情勢で、1970年代頃より一部の地域住民が山中に埋もれた古道の掘り起こしや古道ウォーキングなどの活動を開始した。その活動者の中に、後にNPO理事長として熊野古道センター長を務めることになる花尻薫がいた。一方、尾鷲市のある東紀州は典型的な過疎地域であり、三重県北部と比較すると経済格差が大きく生活基盤施設の整備が遅れ、「南北問題」と称されている。三重県は1997年（平成9年）に東紀州の活性化に向けた構想を発表し、紀北にPFIを利用した海洋深層水の利用施設を、紀南にゴルフ場を建設する計画が立案された。紀南の構想は進んだものの、紀北の海洋深層水事業は需要見込みが不透明で 採算性に難があった ために頓挫し、それに代わるものとして提案されたのが「熊野古道センター」であった。この頃より住民活動であった熊野古道の保存に行政が関与するようになり、1999年（平成11年）に開催された東紀州体験フェスタを契機として熊野古道への一般市民の関心が高まっていった。東紀州体験フェスタは約6万人を熊野古道に集客しただけでなく、後に世界遺産となる部分の古道の修復が進むこととなった。
2001年（平成13年）3月14日の三重県議会生活振興常任委員会の場で、初めて熊野古道センター構想が発表され、当初は博物館機能を持った、熊野古道を訪れる人のための休息・宿泊施設とする計画であった。建設にはPFI導入を視野に入れていることやレストラン・温浴施設を併設することも合わせて公表された。

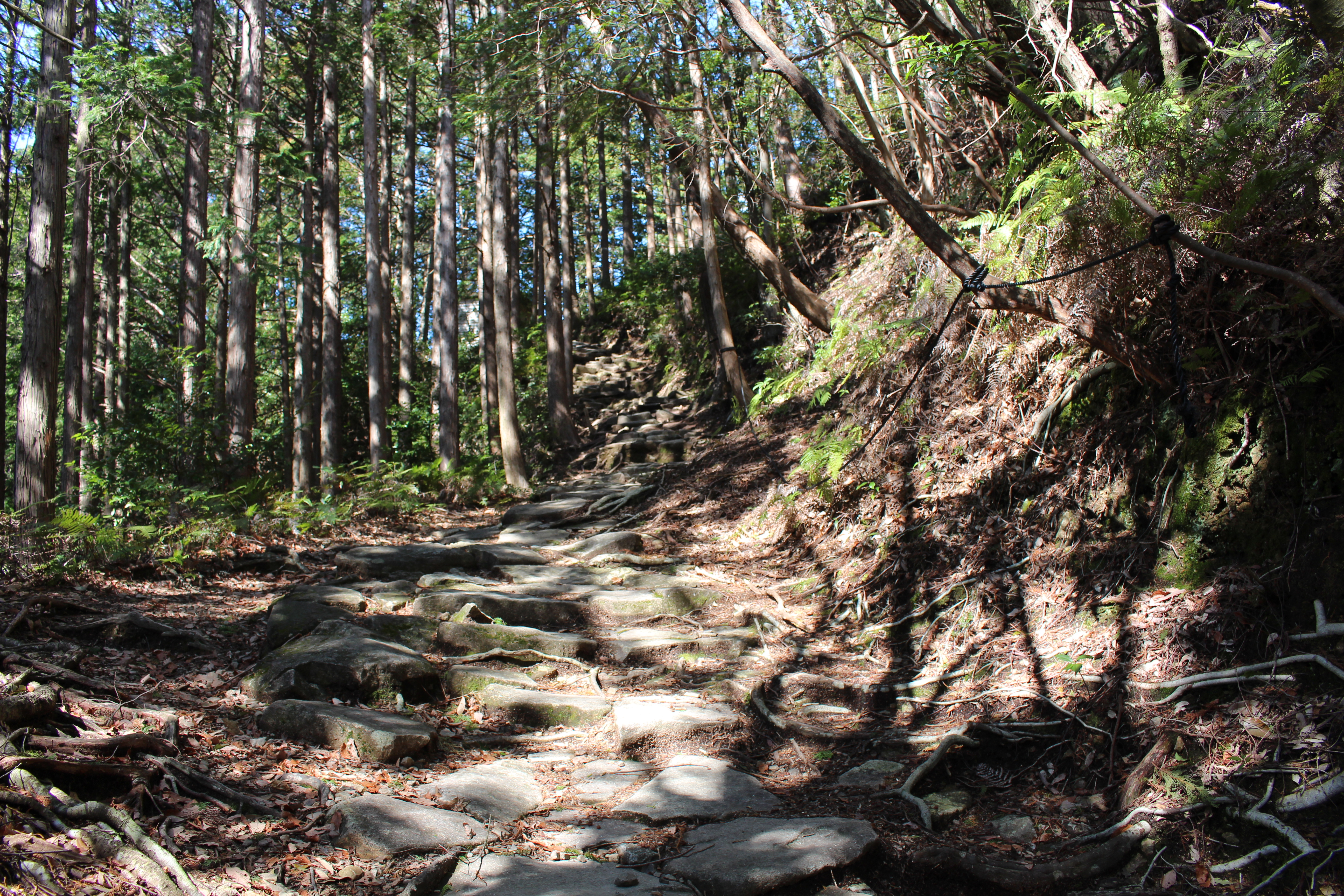
熊野古道の馬越峠越えの石畳道（三重県尾鷲市）

熊野古道センターの開館を前にして、2004年（平成16年）7月7日に熊野古道伊勢路が紀伊山地の霊場と参詣道として世界遺産に登録された。その少し前の2004年（平成16年）2月に熊野古道センターの設計が始まり2005年（平成17年）3月に完了、続いて2005年（平成17年）8月に着工した。
2006年（平成18年）10月に4団体の中から指定管理者として特定非営利活動法人熊野古道自然・歴史・文化ネットワークが選定された。2007年（平成19年）2月10日、三重県立熊野古道センターが開館した。開館イベントでは200人でテープカットが行われた。開館から1か月弱で入館者数1万人を突破した。また同年4月28日には夢古道おわせが開業した。

## 設計・建築
地元産の尾鷲桧や熊野杉をふんだんに使った熊野古道センターは、建築物としても注目を集めており、建築関係者の訪問も多い。第49回BCS賞（2008年）、日本建築学会作品選奨（2009年）、公共建築賞（2012年）を受賞している。三重県立熊野古道センターの整備は三重県地域振興部が担当し、海の博物館（当時は私立、2017年〔平成29年〕より鳥羽市立）の館長・石原義剛が同部の特別顧問を務めていたことから民間の手法が数多く取り入れられている。そのため建築設計から展示設計まで公募プロポーザル方式を採用し、特注家具の発注にまで入札を導入するなど三重県始まって以来の開かれた施設整備となった。プロポーザルの参加条件を緩くして若手が参加できるようにし、応募作品はすべてインターネットで公開、審査は公開で行われた。

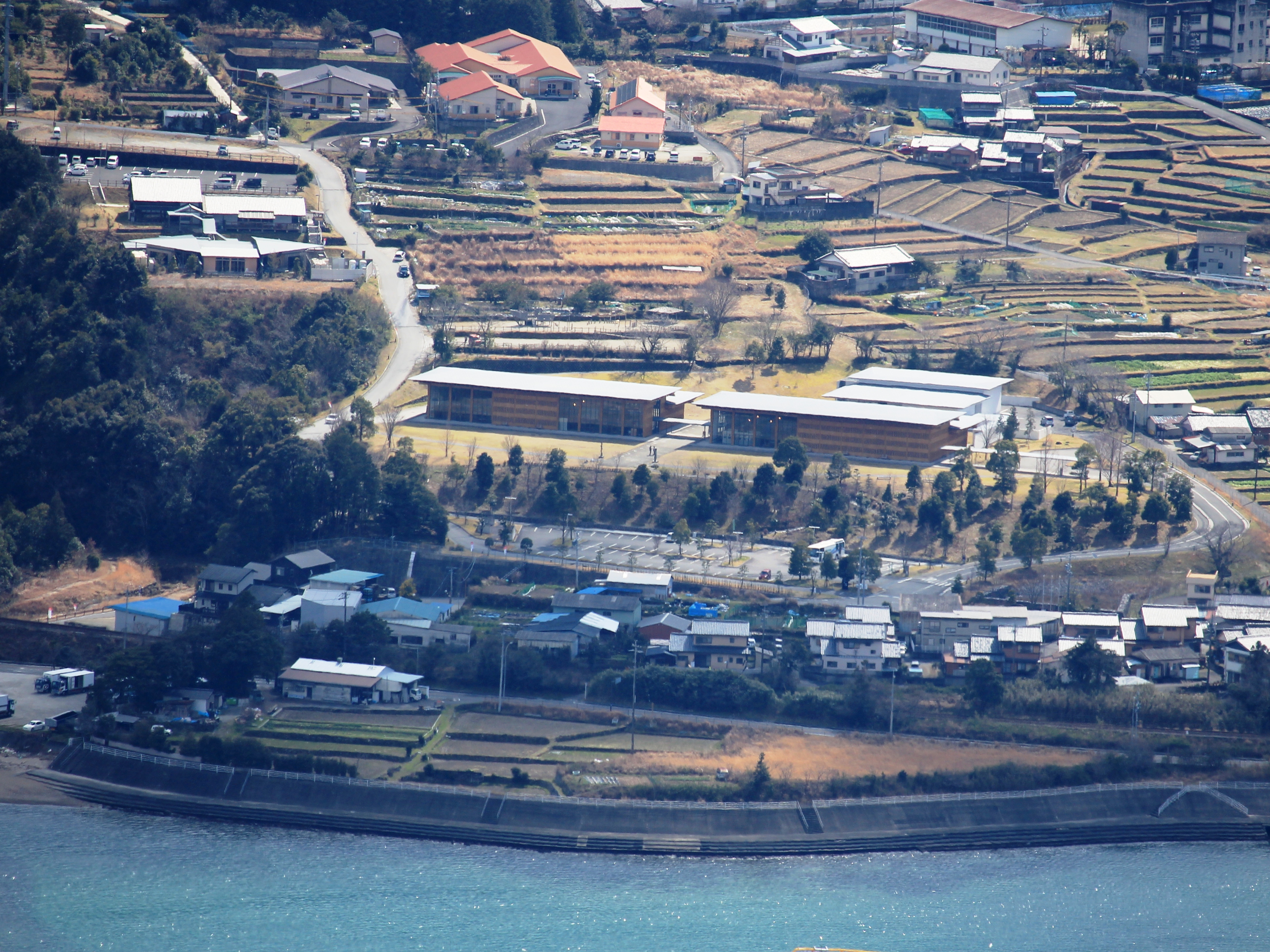
周辺の棚田と海岸

日本最大級の木造建築物であり、木造軸組構法をヒントにした角材とステンレス製リングの組み合わせによる新たな木構造を採用している。これは木と金属のハイブリッドをしたかったというものではなく、無垢材を使った「木造らしい木造」を造りたかったための構法であった。同じ断面の木材を組み合わせた熊野古道センターの構法は「等断面集積木材構法」と命名された。トラスも集成材も使わずに柱間10.5m、軒高6.7mを実現したのは「歴史的木造大空間を凌ぐ空間」と評されている。また、展示棟と交流棟の対称的配置（展示棟から交流棟までの全長は98.6m、両棟の間隔は7.4m）と直線的な造形により、建物の象徴性と力強さを表現している。直線的になっているのは、周囲が棚田で棚田から海へと広がる水平性に協調するためで、山々や木々の垂直性との対比を創出している。
2006年（平成18年）12月18日竣工。総事業費は約21億円であり、電源立地交付金が使用された。総工費は1,153,436,700円である。建築面積は3,366.82m2、延床面積は2,439.69m2である。建築設計は建築研究所アーキヴィジョン（戸尾任宏らが担当）、構造設計は梅沢建築構造研究所（梅沢良三らが担当）、展示棟・交流棟の施工は奥村・東建特定建設工事共同企業体、研究収蔵棟の施工はセルフ舎建設が担当した。
建築に利用した尾鷲桧は環境負荷を軽減するために特定の森でなく広域から少しずつ切り出した。使用された6,549本の尾鷲桧には1本1本に産地証明書が付いている。当初は150mm角の木材を4本束ねる構想であったが、150㎜角の尾鷲桧は樹齢100年以上となり入手が難しいことが判明したため、135mm角という地元で広く流通している木材規格に変更された。135mm角材を活用したことによる日本国産の小中径木材の利用拡大の可能性を示したこと、熊野古道の景観を構成する木を使って熊野古道センターを建設したということが意義深い。柱から梁、壁に至るまで尾鷲桧を用いている。木材の組み上げには、1棟は7日、もう1棟は10日しかかからず、建築設計者を驚かせたという。熊野杉は天井板に用いられ、2,280m2分が使われた。
建物は2014年（平成26年）時点で経年劣化が顕在化してきており、修繕の必要がある。なお、設計段階から部材の交換が容易となるよう構法の単純化が図られている。

## 施設

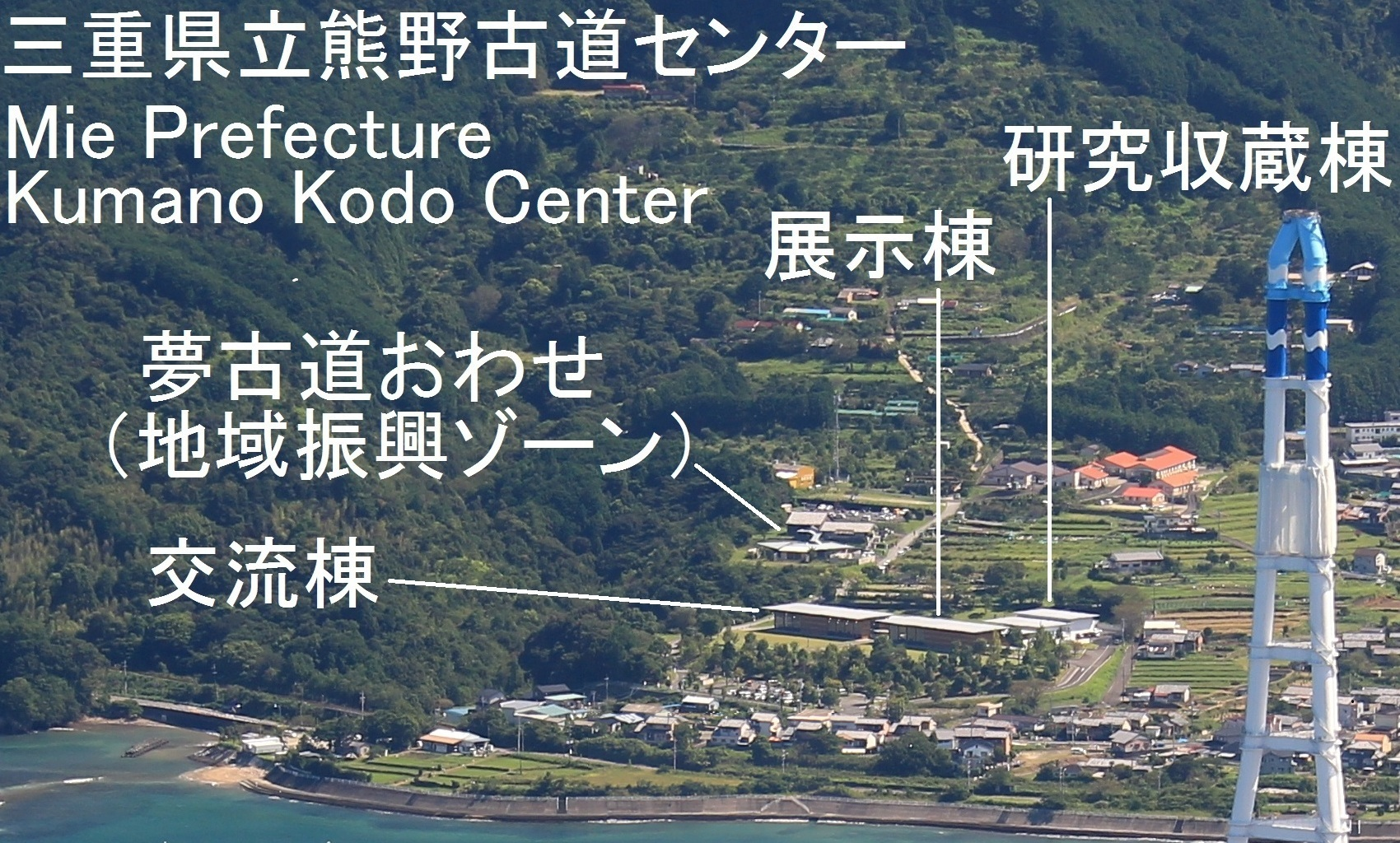
関連施設
展示棟・交流棟・研究収蔵棟

敷地面積38,863m2の中に展示棟・交流棟・研究収蔵棟の3棟が建ち、展示棟・交流棟の前には弧状になった前庭の芝生広場がある。

### 展示棟
展示棟は常設展示室と企画展示室、映像ホール、ロビーで構成される、木造平屋建ての建築物である。床面積は852.93m2。主に初めて東紀州・熊野古道を訪れた人に向けた情報を発信する博物館としての機能を担う。常設展示の設計監理は株式会社SPフォーラム、常設展示の工事は株式会社ムラヤマが担当した。建築設計者である建築研究所アーキヴィジョン側は展示設計にも関与を申し入れたが、「中がどのように変わろうと、建築は建築として変わらない存在であったほうがいい」という発想から三重県側より拒否されている。常設展示設計者は熊野のイメージを「厳かな雰囲気」と捉えていたものの、地域住民は太陽が燦燦（さんさん）と降り注ぐ明るいイメージを持っていることが判明したため、認識差を埋める必要があったという。

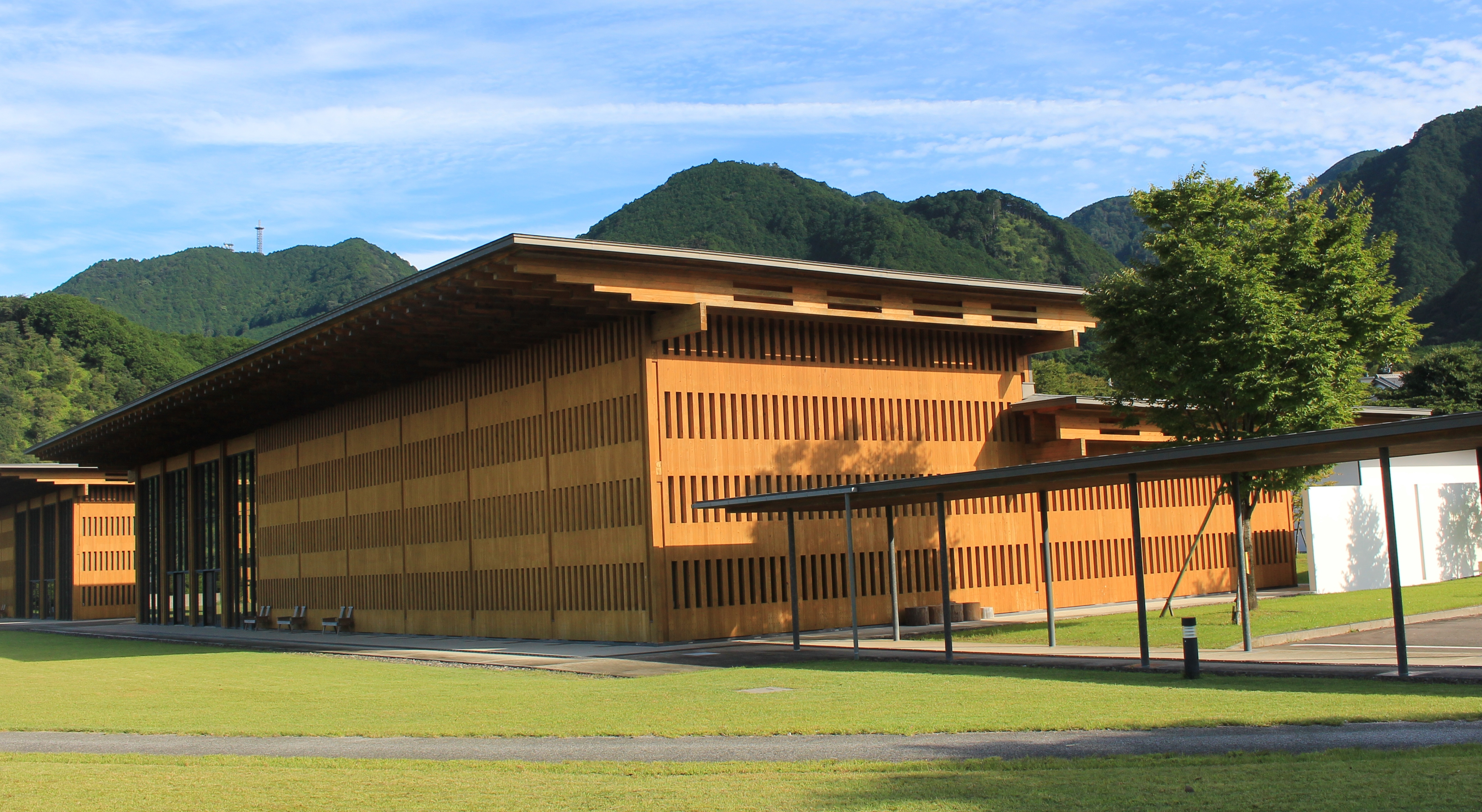
展示棟

常設展示室では熊野古道そのものの紹介のみならず、周辺の動植物や人々の暮らしについても展示している。世界遺産「紀伊山地の霊場と参詣道」の全景を俯瞰（ふかん）するタッチパネル式の地形模型や、道中日記や絵図などを基に作られた熊野古道を巡礼する様を再現した6つのジオラマなどがある。地形模型は映像をプロジェクターで投影する機能があり、通常は模型単独で成立するように作られているが、そばに解説者が付いて観覧者に説明する際にも使えるように工夫されている。地域の祭礼・民話・伝承を紹介する映像を見られるコーナーもある。室内の写真は地元カメラマンやプロのカメラマンに撮影依頼し、映像資料に引けを取らない高品質のものに仕上げた。
企画展示室では、年6 - 7回の企画展を開催し、東紀州の自然・歴史・文化にまつわる展示を行う。また約80人収容の映像ホールではハイビジョン映像で熊野古道の風景を投影している。映像ホールで投影できる映像は3本ある。

### 交流棟

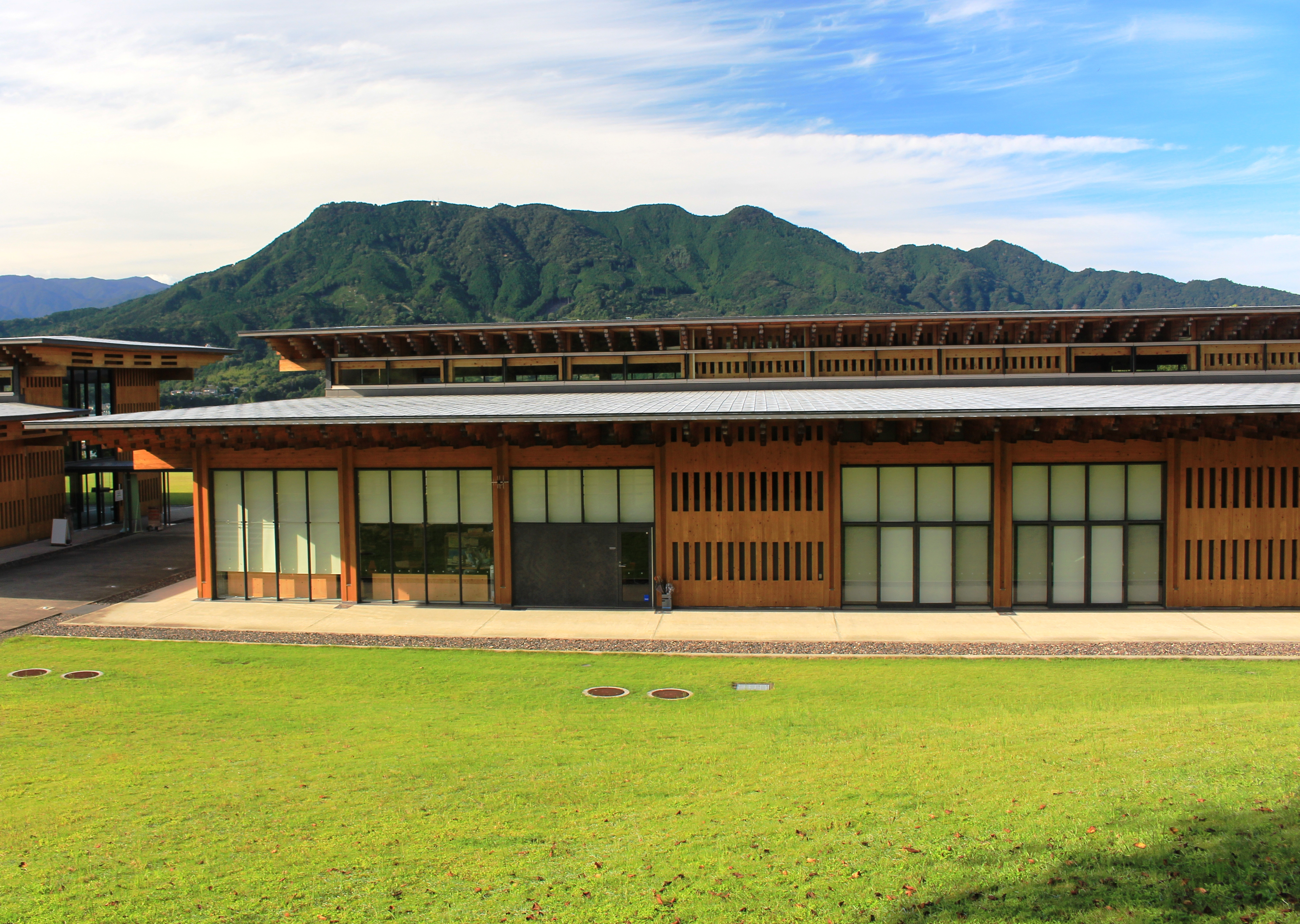
交流棟

交流棟は地域住民と訪問者の交流を目的として、総合案内コーナー、広々とした交流ロビー、体験学習室、イベント用のホールがある、木造平屋建ての建築物である。床面積は展示棟と全く同じ852.93m2。東西延長45.6mの交流ロビーには独特な形状をした椅子や机が配置されており、窓からは天狗倉山を望める。交流棟では飲食や談笑など自由に利用することができる。

### 研究収蔵棟
研究収蔵棟は図書資料室と特別展示室、収蔵庫がある、鉄筋コンクリート構造2階建ての建築物である。床面積は1階が699.30m2、2階が24.17m2。大学と連携した情報の収集・蓄積・発信基地として位置付けられており、一般の人の活動拠点となることも意図している。他の棟が木造であるのに対し、研究収蔵棟は資料保存の見地から鉄筋コンクリート造である。
図書資料室は熊野古道に関する資料を収蔵し、誰でも閲覧できるようにしている。特別展示室では重要文化財級の資料を所蔵し、書画などの芸術作品や職人の木工品を年6 - 7回開催する企画展示で公開する。

## 特色

### 多様なイベントの開催
博物館・情報発信基地としてよりもコミュニティ施設としての側面を重視したいという三重県の意向から、熊野古道センターではほぼ毎週何らかのイベントを開催しており、特に土曜日・日曜日は多くの来館者で賑う。このため熊野古道センターは地域住民がふらっと訪れる憩いの場となった。イベントは熊野古道センターが主催する「主催事業」、熊野古道センターと他の団体が共催する「共催事業」、他団体が熊野古道センターを会場として利用する事業（貸館）の3種類ある。
体験学習として夏休みのものづくり体験教室、尾鷲ヒノキを使った木工体験などを提供している。開館以来長期にわたって開催している料理教室は、高校生レストラン・まごの店を運営する三重県立相可高等学校食物調理科の教員や生徒が講師を務めることもあり、毎回抽選で受講者を絞るほどの人気教室となっている。
また熊野古道センターを飛び出して実際に熊野古道を歩くイベントや、植物の観察会、昆虫採集から標本作りまで行う教室、地質や化石について学習する教室も開催する。センター外で行うイベントは座学とフィールドワークを組み合わせる場合が多い。
NPOの人脈を駆使して講師を呼び講演会を開くこともある。講師には三重県だけでなく、奈良県や和歌山県の熊野古道関係者も招待している。映画鑑賞会やコンサートも開かれる。

### 研究機関としての側面
「情報を発信していくためには情報をもつことが必要」との考えから、熊野古道センターは研究機関としての側面を持っている。東紀州の多様な自然・歴史・文化を研究するための資料を収集しており、研究収蔵棟の図書資料室にて閲覧することが可能である。
三重大学人文学部と共同で熊野古道を経由する道中日記を収集している。日本各地の図書館や公文書館で所蔵する資料を写真撮影したものを中心に2008年（平成20年）時点で243点を収集しており、データベース化を進めている。なお道中日記の中には、実際に筆者が訪問していない場所を別の案内記から丸写ししているものもあり、史料批判が必要である。

## 利用案内
熊野古道センターは、熊野古道に関して予備知識を持っていない人からすでに訪問経験のある人まであらゆる人の利用に対応している。
- 入館料：無料[3][45][39]。
- 休館日：1月1日、12月31日（このほかメンテナンス等による臨時休館の場合あり[21]）
- 開館時間：9時から17時まで[26]

### 交通
- JR紀勢本線

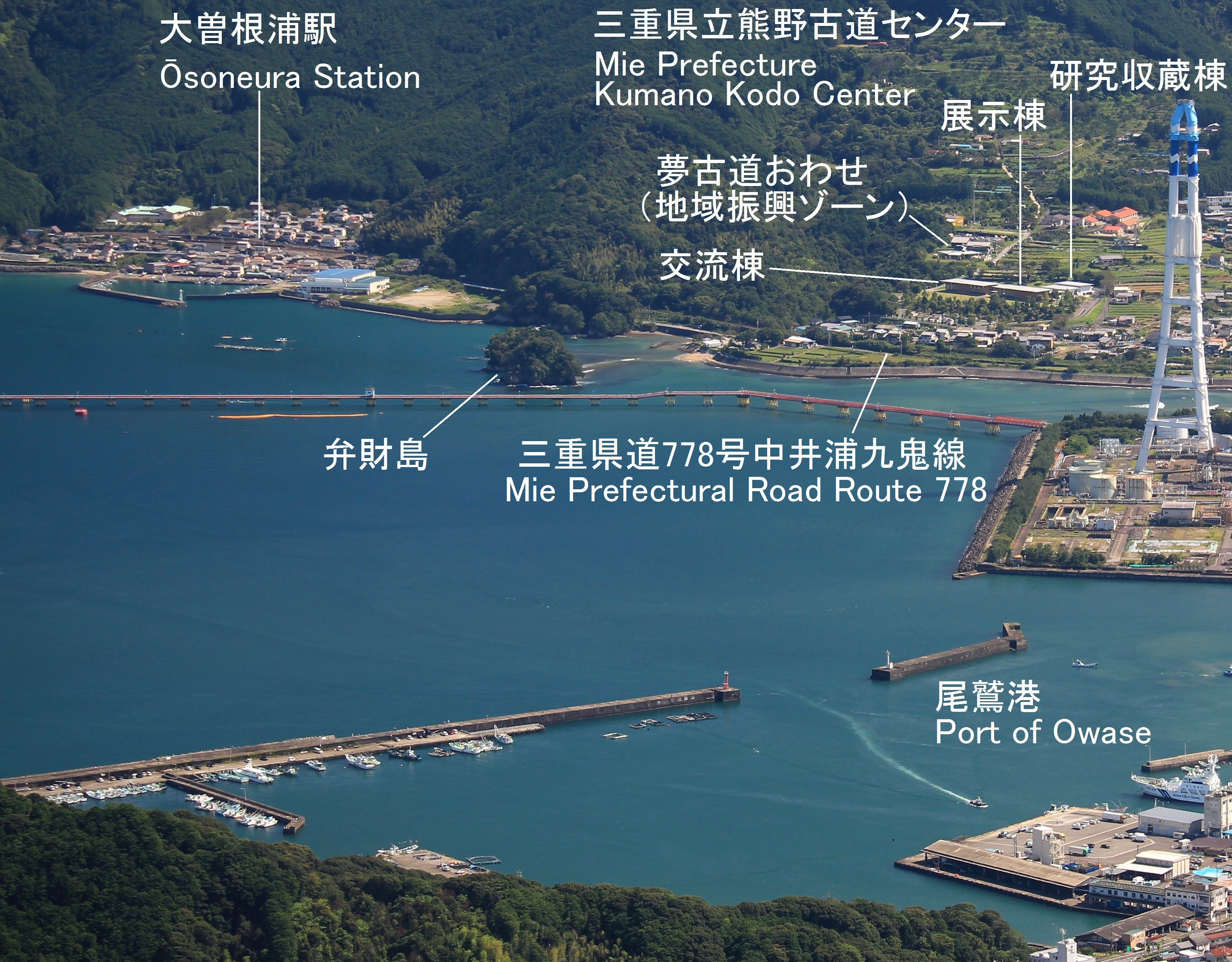
周辺に三重県道778号中井浦九鬼線が通り、最寄りの駅はJR紀勢本線大曽根浦駅

  - 尾鷲駅から尾鷲市ふれあいバス紀伊松本行きに10分ほど乗車、熊野古道センター前下車、すぐ[11][21]。
  - 大曽根浦駅から約1km[3]。
- 尾鷲市街から国道42号、三重県道778号中井浦九鬼線、尾鷲市道北浦向井線を利用[3]。
  - 名古屋方面からは紀勢自動車道尾鷲北IC下車、自動車で約10分[21]。
  - 和歌山方面からは熊野尾鷲道路尾鷲南IC下車、自動車で約5分[21]。

## 運営者
三重県立の施設であるが、日常的な管理運営は指定管理者である特定非営利活動法人（NPO）熊野古道自然・歴史・文化ネットワークが行っている。同団体は熊野古道が世界遺産に登録される以前から熊野古道の保存や研究に関わってきた個人や団体で結成された。理事長は林伸行で、理事は熊野古道の専門家13人で構成する。
NPO設立の契機となったのは、熊野古道センターが指定管理者制度を導入し、管理者を公募することが発表されたことである。長年、熊野古道の保存に関わってきた花尻薫が熊野古道に関わってきた人々に呼び掛けて2006年（平成18年）3月1日にNPOを立ち上げた。NPO設立後はシンポジウムの開催や古代米栽培などのイベントを開催して熊野古道センターの運営ができるよう準備を進め、2006年（平成18年）10月に正式に指定管理者に選ばれた。